# الدرسون اچیجیله
الدرسون اووا اچیِجیله (انگلیسی: Elderson Uwa Echiéjilé؛ زاده ۲۰ ژانویهٔ ۱۹۸۸) بازیکن فوتبال اهل نیجریه است.

## افتخارات

### ملی
- جام ملت‌های آفریقا: ۲۰۱۳